# ذا هونغ دين
ذا هونغ دين (بالإندونيسية: Tan Hong Djien) (12 يناير 1916 – غير معروف) هو مهاجم كرة قدم إندونيسي سابق، لعب مع منتخب الهند الشرقية الهولندية في كأس العالم 1938. تلقى دين العديد من العروض للاحتراف من أندية كبرى من بينها سانتوس وبرشلونة خلال كأس العالم 1938، إلا أنه قد آثر البقاء في موطنه وإدارة مزرعة عائلته.

## وصلات خارجية
ذا هونغ دين على موقع الاتحاد الدولي (مؤرشف)  (الإنجليزية)
- ذا هونغ دين على موقع قاعدة بيانات كرة القدم.إي يو (الإنجليزية)
- ذا هونغ دين على موقع عالم كرة القدم.نت (الإنجليزية)